# Massimo Antonelli (cestista)
Massimo Antonelli (Roma, 16 giugno 1953) è un cestista italiano.

## Carriera
Ha giocato nella Virtus Bologna in Serie A1 dal 1975 al 1978 e successivamente in Serie A2 dal 1978 al 1980 con il Basket Mestre e dal 1981 al 1985 con la Seleco Napoli. Ha disputato 6 stagioni in Serie A1 e 3 in Serie A2, con anche 2 promozioni in massima serie (Mestre 1978-79 e Napoli 1982-83).
Da più di vent'anni si dedica a tempo pieno all'insegnamento dei fondamentali del basket, ultimamente tramite il metodo da lui ideato Music Basketball Method. Oggi è conosciuto grazie al suo metodo oltre che in Italia, nel Nord Europa, Canada e Sud America.
Nel 2014 realizza il primo tour promozionale per il suo metodo in Colombia, nelle città di Bogotà, Villavicencio e Cúcuta.
Nel settembre 2016, a Castel Volturno (Caserta), insieme ad Antonella Cecatto, Pietro D'Orazio, Guglielmo Ucciero e Prospero Antonelli fonda Tam Tam Basketball, un progetto sociale, sportivo e di ricerca.

## Palmarès
- Campionato italiano: 1

Virtus Bologna: 1975-76